# David Jay
David Jay (nacido el 24 de abril de 1982) es un activista asexual estadounidense. Jay es el fundador y webmaster de Asexual Visibility and Education Network (AVEN). AVEN es la más prolífica y conocida de las diversas comunidades asexuales que comenzaron a formarse desde la llegada de la World Wide Web y las redes sociales.

## Activismo
Frustrado por la falta de recursos disponibles con respecto a la asexualidad, Jay lanzó el sitio web de AVEN en 2001. Desde entonces, ha asumido un papel de liderazgo en el movimiento de la asexualidad, apareciendo en múltiples programas de televisión y apareciendo en gran medida en el documental (A)sexual de Arts Engine de 2011.
AVEN, a la que Salon.com se refirió como la "sede en línea no oficial" del movimiento asexual, es ampliamente reconocida como la comunidad asexual en línea más grande. Sus dos objetivos principales son crear aceptación pública y discusión sobre la asexualidad y facilitar el crecimiento de una gran comunidad asexual en línea. A partir del 17 de junio de 2013, AVEN tiene casi 70.000 miembros registrados.
En la ciudad de Nueva York, trabajando tanto con el Departamento de Educación como con organizaciones privadas, ha estado brindando capacitación sobre la inclusión de Ace (asexual) a educadores de la salud.

## Vida personal
Jay es de St. Louis, Missouri, y se graduó de Crossroads College Preparatory School en 2000. A la edad de 15 años, Jay comenzó a considerarse asexual y se declaró asexual mientras estudiaba en la Universidad Wesleyan en Connecticut.